# Винищувач четвертого покоління

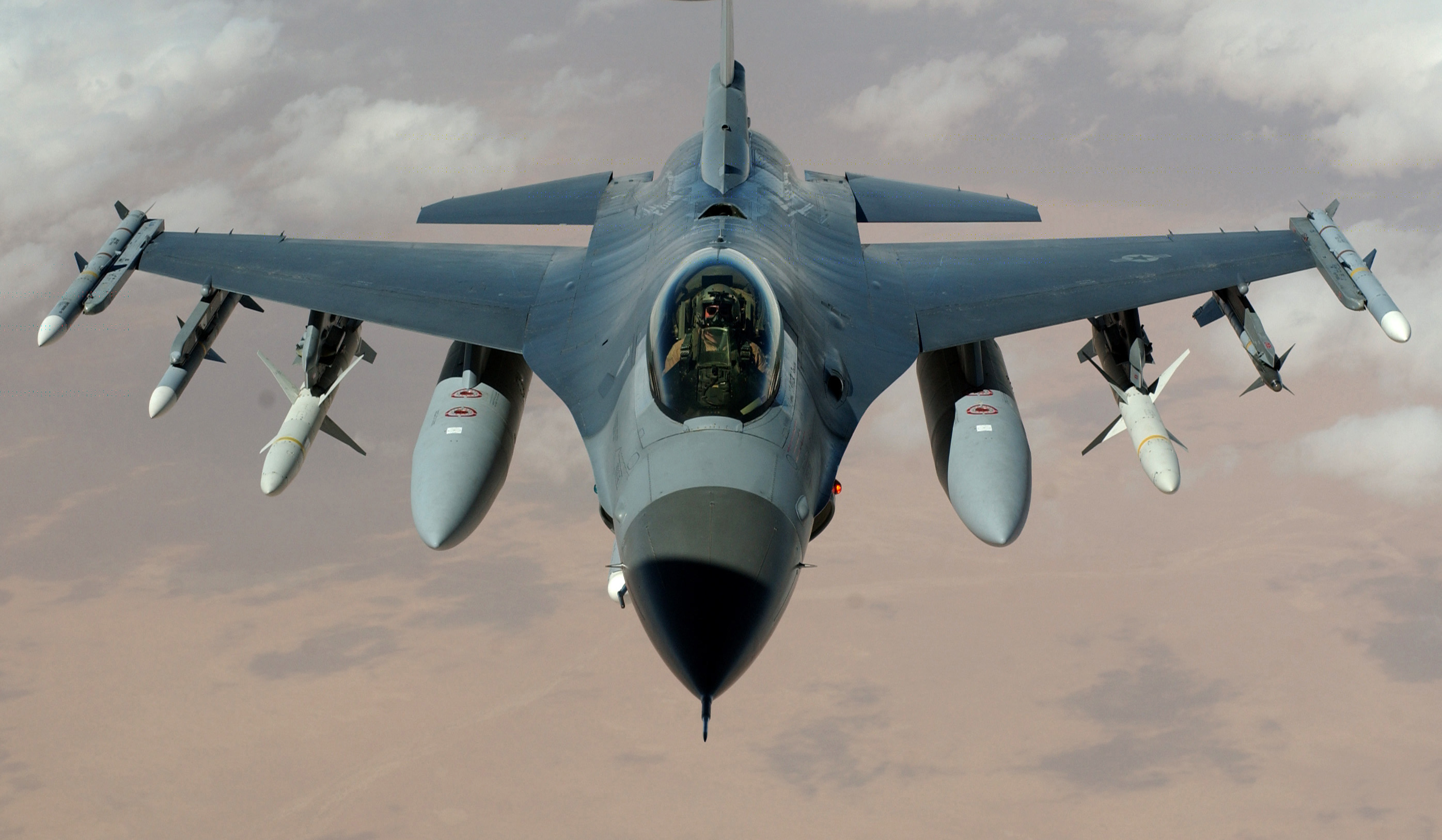
Американський F-16.

Винищувач четвертого покоління — так класифікуються бойові винищувачі, що були створені з кінця 1970-х і експлуатуються у більшості розвинених країн світу станом на 2010-ті роки.
Для винищувачів такого типу характерне поєднання високошвидкісних бойових характеристик з багатофункціональністю. Так, деякі з них мали можливість нести навіть тактичні ядерні боєприпаси. Ґрунтовно в концепціях винищувачів цього покоління технології малопомітності не використовували.

## Відмінні особливості покоління
- Поліпшені маневрові характеристики (нестійка аеродинамічна схема).
- Двоконтурні турбореактивні (турбовентиляторні) двигуни зі зниженою витратою палива.

Найвідоміші з літаків четвертого покоління:
- В авіації СРСР/Росії
  - Су-27
  - МіГ-29
  - МіГ-31
- В авіації США
  - F-14
  - F-15
  - F-16
- В авіації інших країн
  - Dassault Mirage 2000 (Франція)
  - J-10 (КНР)

## Покоління 4,5

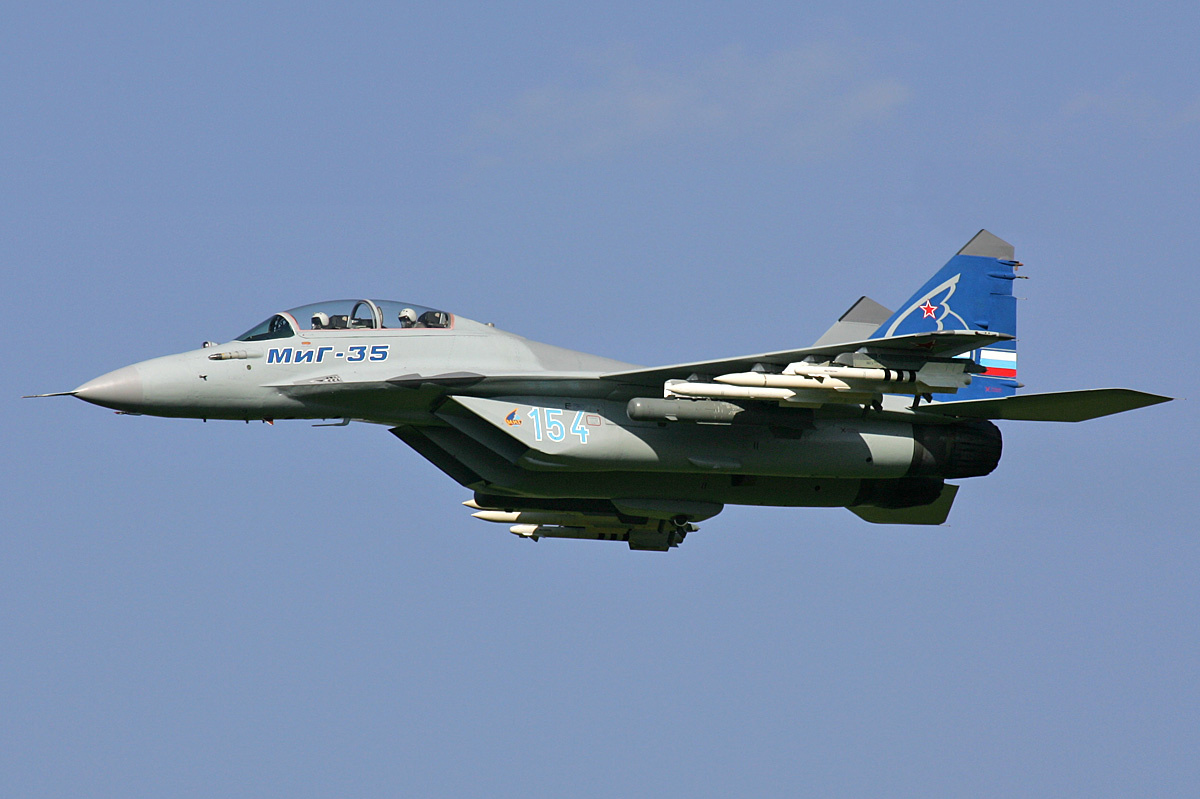
МіГ-35 — російський легкий багатоцільовий винищувач, подальший розвиток МіГ-29

Так заведено називати літаки 4 покоління, модернізація або подальший розвиток яких наближає їх характеристики та ефективність до винищувачів п'ятого покоління, або які задовольняють більшості, за винятком малопомітноті, вимог до винищувачів п'ятого покоління:
- Росія
  - Су-30
  - Су-33УБ
  - Су-34
  - Су-27СМ2
  - Су-27М
  - Су-35С
  - Су-37
  - МіГ-31БМ
  - МіГ-35
  - СУ-57
- США
  - Boeing F/A-18E/F Super Hornet
  - Lockheed Martin F-16E/F
  - McDonnell Douglas F-15E Strike Eagle
  - Boeing F-15SE Silent Eagle
- Інші країни
  - Eurofighter Typhoon
  - Dassault Rafale
  - Saab JAS 39 Gripen
  - J-10B
  - FMA SAIA 90

Для цих літаків характерні:
- Висока маневреність або надманевреність
- Радари з фазованою антенною решіткою, пасивною або активною
- Знижена вартість експлуатації
- Багатофункціональність
- Скляна кабіна
- Знижена ЕПР завдяки використанню радіопоглинаючих матеріалів і покриттів
- Можливість польоту на надзвуковій швидкості без використання форсажу (лише Су-35С, Rafale, Eurofighter Typhoon з мінімальним числом зовнішніх підвісок)

### Порівняння винищувачів 4,5 покоління
| Aircraft                                               | Dassault Rafale                             | Eurofighter Typhoon                                                           | F-16IN «Super Viper» | F/A-18E/F Super Hornet           | JAS 39 NG                                    | МіГ-35                   |
| ------------------------------------------------------ | ------------------------------------------- | ----------------------------------------------------------------------------- | -------------------- | -------------------------------- | -------------------------------------------- | ------------------------ |
| Країна-розробник                                       | Франція                                     | Німеччина Італія Іспанія Велика Британія                                      | США                  | США                              | Швеція                                       | Росія                    |
| Виробник                                               | Dassault Aviation                           | Eurofighter GmbH                                                              | Lockheed Martin      | Boeing Defense, Space & Security | Saab                                         | РСК «МіГ»                |
| Довжина                                                | 15,27 м                                     | 15,96 м                                                                       | 15,03 м              | 18,31 м                          | 14,1 м                                       | 17,3 м                   |
| Розмах крил                                            | 10,80 м                                     | 10,95 м                                                                       | 10,0 м               | 13,62 м                          | 8,4 м                                        | 12 м                     |
| Висота                                                 | 5,34 м                                      | 5,28 м                                                                        | 5,09 м               | 4,88 м                           | 4,5 м                                        | 4,7 м                    |
| Площа крила                                            | 45,7 м²                                     | 50,0 м²                                                                       | 27,9 м²              | 46,5 м²                          | 30,0 м²                                      | 38,0 м²                  |
| Маса пустого                                           | 9500 кг                                     | 11000 кг                                                                      | 9979 кг              | 14552 кг                         | 7100 кг                                      | 11000 кг                 |
| Максимальне бойове навантаження                        | 9500 кг                                     | 7500 кг                                                                       | 7800 кг              | 8050 кг                          | 5300 кг                                      | 6500 кг                  |
| Максимальна злітна вага                                | 24500 кг                                    | 23500 кг                                                                      | 21800 кг             | 29937 кг                         | 14300 кг                                     | 29000 кг                 |
| Силова установка                                       | 2 × SNECMA M88-2                            | 2 × Eurojet EJ200                                                             | 1 × GE F110-132      | 2 × GE F414-400                  | 1 × GE F414G                                 | 2 × Клімов РД-33MK       |
| Тяга • Максимальна тяга                                | 50 кН кожен (5100 кгс)                      | 60 кН кожен (6120 кгс)                                                        | 84 кН (8570 кгс)     | 62,3 кН кожен (6360 кгс)         | 62,3 кН (6360 кгс)                           | 53 кН кожен (5410 кгс)   |
| • Тяга на форсажі:                                     | 75 кН кожен (7650 кгс)                      | 90 кН кожен (9180 кгс)                                                        | 144 кН (14690 кгс)   | 98 кН кожен (10000 кгс)          | 98 кН (10000 кгс)                            | 88,3 кН кожен (9010 кгс) |
| Паливо • Внутрішнє • Зовнішнє                          | 4700 кг 7500 кг                             | 4996 кг                                                                       | 3265 кг 5880 кг      | F/A-18E: 6780 кг 7381 кг         | 3360 кг 3800 кг                              | 4800 кг 4200 кг          |
| Точки підвіски                                         | 14 (5 «вологих»)                            | 13 (3 «вологі»)                                                               | 11 (3 «вологі»)      | 11 (5 «вологих»)                 | 10 (4 «вологих»)                             | 9 (5 «вологих»)          |
| Максимальна швидкість                                  | 1,8+ Маха (Надзвукова крейсерська: 1+ Маха) | 2,0+ Маха (Надзвукова крейсерська: 1,2 Маха)                                  | 2,05 Маха            | 1,8 Маха                         | 2,0+ Маха (Надзвукова крейсерська: 1,2 Маха) | 2,25 Маха                |
| Дальність польоту (з ППБ, без дозаправлення у повітрі) | 3700+ км                                    | 3790 км                                                                       | 4220 км              | 3054 км                          | 3200 км                                      | 3100 км                  |
| Бойовий радіус                                         | 1800 км                                     | 1390 км                                                                       | 1500+ км             | 722 км                           | 1300 км                                      | 1000 км                  |
| Практична стеля                                        | 17000 м                                     | 19812 м                                                                       | 18000 м              | 15000 м                          | 15240 м                                      | 17500 м                  |
| Швидкість підйому                                      | 305 м/с                                     | 315 м/с                                                                       | 254 м/с              | 228 м/с                          | Н/Д                                          | 330 м/с                  |
| Тягооснащеність                                        | 1,13                                        | 1,18                                                                          | 1,1                  | 0,93                             | 1,18                                         | 1,1                      |
| Керований вектор тяги                                  | Немає                                       | Відсутній в базовій версії, але може бути встановлений внаслідок модернізації | Немає                | Немає                            | Немає                                        | Так                      |
| Необхідна довжина ЗПС                                  | 400 м                                       | 700 м                                                                         |                      |                                  |                                              |                          |
| Вартість літака (2011 р.)                              | ~84,48 млн US $ 64 млн €                    | ~108 млн US $ 80 млн €                                                        | 50 млн US $          | 55 млн US $                      | 48 млн US $                                  | 38,5 млн US $            |